# Gammarus bosniacus
Gammarus bosniacus is een vlokreeftensoort uit de familie van de Gammaridae. De wetenschappelijke naam van de soort is voor het eerst geldig gepubliceerd in 1922 door Schäferna.
Het betreft een kleineGammarus-soort. De mannetjes worden 10 mm groot, de vrouwtjes blijven kleiner. G. bosniacus is geelachtig van kleur met rode vlekken op de rug en zijplaten van het borststuk (pereon) en het achterlijf (pleon). Het dier wordt alleen aangetroffen in de bron van de rivier de Bosna bij Ilidza een voorstad van Sarajevo (Bosnië en Herzegovina).